# Sektionshütte Obervogelgesang
Die Sektionshütte Obervogelgesang, auch Sedlitzer Hütte, ist eine Schutzhütte der Sektion Sedlitzer Bergfreunde des Deutschen Alpenvereins (DAV). Sie liegt im Elbsandsteingebirge in Deutschland. Es handelt sich um eine Selbstversorgerhütte ohne Bewirtschaftung.

## Geschichte
Die Sektion Sedlitzer Bergfreunde wurde am 21. Mai 1961 in Sedlitz als Sektion Sedlitzer Bergfreunde des Deutschen Verbands für Wandern, Bergsteigen und Orientierungslauf gegründet. Die in der Sächsischen Schweiz zwischen Pirna und Wehlen im Elbtal gelegene Hütte wird seit 1983 von den Mitgliedern der Sektion Sedlitz genutzt. Für eine entsprechende Nutzung wurden die Hütte und das Gelände durch die Mitglieder hergerichtet. Die Sporthütte samt dazu gehörigem Grund wurde 1999 Eigentum der Sedlitzer Bergfreunde. In den folgenden Jahren wurden die Fenster erneuert, die Fassade isoliert, die Stube mit Holz verkleidet, sowie in Stube, Flur und Vorraum  Bodenfliesen verlegt. 2001 wurde die Elektrik der Hütte erneuert.

## Lage
- Die Sektionshütte Obervogelgesang 167 m ü. NHN befindet sich bei Pirna in der Nähe der Elbe.

## Zustieg
Es existiert ein Parkplatz vor der Hütte.

## Hütten in der Nähe
- Karl-Stein-Hütte (140 m ü. NHN), Selbstversorgerhütte, Elbsandsteingebirge
- Dessauer Hütte (288 m ü. NHN), Selbstversorgerhütte, Elbsandsteingebirge
- Bielatal-Hütte (380 m ü. NHN), Selbstversorgerhütte, Elbsandsteingebirge.[3]

## Tourenmöglichkeiten
- Panorama über der Elbe, Wanderung, Sächsische Schweiz, 14,2 km, 4,5 Std.
- Auf einem Panoramaweg über der Elbe, Wanderung, Sächsische Schweiz, 14,6 km, 5,2 Std.
- Zum Rauenstein und Steinernen Tisch, Bergtour, Elbsandsteingebirge, 19,5 km, 7,3 Std.[4]

## Klettermöglichkeiten
- Klettern in der Sächsischen Schweiz.[5]
- Klettern im Elbsandsteingebirge.[6]

## Karten
- Kompass Karten 761 Elbsandsteingebirge, Nationalpark Sächsische Schweiz, Nationalpark Böhmische Schweiz: 3in1 Wanderkarte 1:25.000 mit Aktiv Guide, Reiten. Landkarte – Gefaltete Karte, ISBN 978-3991210719
- Kurort Rathen, Hohnstein, Königsten, Gohrisch: Wander- und Radwanderkarte. 1:15.000 GPS-fähig, wetterfest, reißfest Landkarte - Gefaltete Karte ISBN 978-3868430103